# Live Free or Die

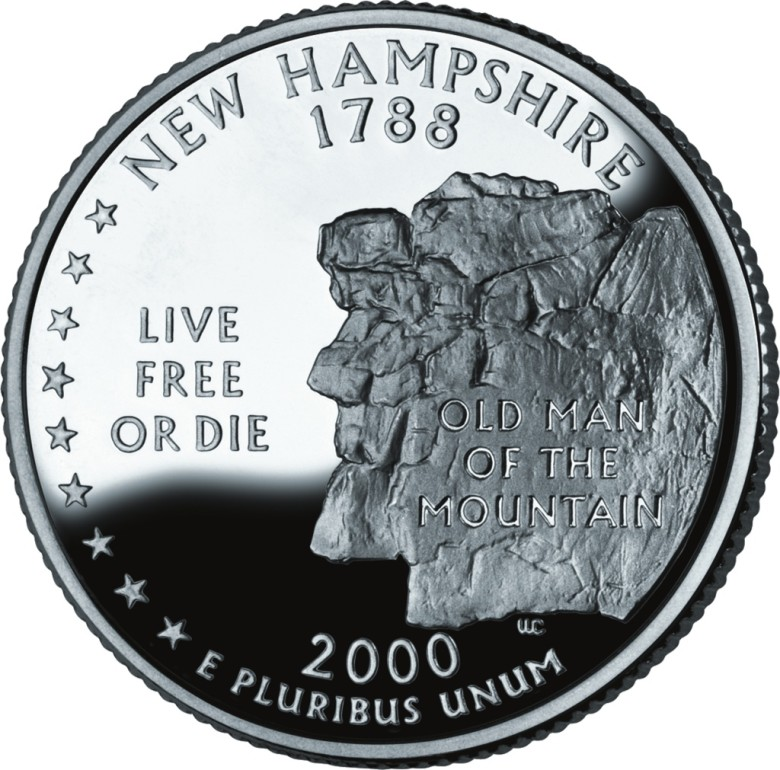
Het motto Live Free or Die afgebeeld op de State Quarter van New Hampshire, naast de Old Man of the Mountain

Live Free or Die is het motto (wapenspreuk) van de Amerikaanse staat New Hampshire. Het is waarschijnlijk het bekendste van alle motto’s van Amerikaanse staten, omdat het zeer uitgesproken is in vergelijking met die van andere staten en het aansluit bij het Amerikaanse politieke ideologie van onafhankelijkheid. Sinds 1971 staat het motto op de nummerborden van de staat.
De tekst komt van generaal John Stark. Hij was afkomstig uit New Hampshire en had meegevochten tijdens de Amerikaanse Onafhankelijkheidsoorlog. Toen hij werd in 1809 uitgenodigd voor een herdenking van de Slag bij Bennington kon hij hier niet naartoe komen vanwege zijn slechte gezondheid. Hij stuurde zijn korte speech naar de gelegenheid met de tekst Live free or die: Death is not the worst of evils.
De tekst was mogelijk weer geïnspireerd op het motto uit de Franse Revolutie Vivre Libre ou Mourir. Een andere mogelijkheid is dat het geïnspireerd is op een uitspraak van Patrick Henry, een van de Founding Fathers die in 1775 de volgende tekst uitsprak: Is life so dear, or peace so sweet, as to be purchased at the price of chains and slavery? Forbid it, Almighty God! I know not what course others may take; but as for me, give me liberty or give me death!
In 2007 werd door het parlement van New Hampshire een lied genaamd Live Free or Die, geschreven door Barry Palmer, aangenomen als een van de twee officiële volksliederen van de staat. Bill Morrissey bracht een nummer met dezelfde titel uit waarin hij de ironie beschreef van gevangenen die in de gevangenis nummerborden moeten maken waar dit motto op staat.